# بيتر بايليس
بيتر بايليس (بالإنجليزية: Peter Bayliss)‏ هو ممثل بريطاني، ولد في 27 يونيو 1922 بإنجلترا في المملكة المتحدة، وتوفي في 29 يوليو 2002 بلندن في المملكة المتحدة.

## أعمال

### أفلام
- (1963) من روسيا مع الحب
- (1965) حبيبتي

## وصلات خارجية
- بيتر بايليس على موقع IMDb (الإنجليزية)
- بيتر بايليس على موقع ألو سيني (الفرنسية)
- بيتر بايليس على موقع ميوزك برينز (الإنجليزية)
- بيتر بايليس على موقع أول موفي (الإنجليزية)
- بيتر بايليس على موقع قاعدة بيانات برودواي على الإنترنت (الإنجليزية)
- بيتر بايليس على موقع قاعدة بيانات الأفلام السويدية (السويدية)
- بيتر بايليس على موقع ديسكوغز (الإنجليزية)
- بيتر بايليس على موقع قاعدة بيانات الفيلم (الإنجليزية)
- بيتر بايليس على موقع كينوبويسك (الروسية)